# Delavan (Wisconsin)
Delavan ist eine Stadt (mit dem Status „City“) im Walworth County im US-amerikanischen Bundesstaat Wisconsin. Im Jahr 2010 hatte Delavan 8463 Einwohner.

## Geografie
Delavan liegt im Südosten Wisconsins zwischen dem Delavan Lake und dem Turtle Creek, der über den Rock River zum Stromgebiet des Mississippi gehört.
Die geografischen Koordinaten von Delavan sind 42°37′59″ nördlicher Breite und 88°38′37″ westlicher Länge. Das Stadtgebiet erstreckt sich über eine Fläche von 18,70 km², die sich auf 17,51 km² Land- und 1,19 km² Wasserfläche verteilen. Die Stadt Delavan ist im Norden, Osten und Süden von der Town of Delavan sowie im Westen von der Town of Darien umgeben, gehört aber keiner davon an.
Nachbarorte von Delavan sind La Grange (23,1 km nördlich), Elkhorn (9,7 km nordöstlich), Williams Bay (12,5 km südöstlich), Delavan Lake (7,6 km südlich), Darien (6,8 km südwestlich), Fairfield (13,5 km westlich) und Richmond (14,9 km nordwestlich).
Die nächstgelegenen größeren Städte sind Green Bay am Michigansee (259 km nördlich), Wisconsins größte Stadt Milwaukee (86 km nordöstlich), Chicago in Illinois (138 km südöstlich), Rockford in Illinois (65,2 km südsüdwestlich) und Wisconsins Hauptstadt Madison (94,3 km westnordwestlich).

## Verkehr
Die Interstate 43 führt in Nordost-Südwest-Richtung auf ihrem Weg von Milwaukee nach Rockford am Stadtzentrum von Delavan vorbei. Im Zentrum von Delavan treffen die Wisconsin State Routes 11 und 50 zusammen. Alle weiteren Straßen sind untergeordnete Landstraßen, teils unbefestigte Fahrwege sowie innerörtliche Verbindungsstraßen.
Durch das Stadtgebiet verläuft für den Frachtverkehr eine Strecke der Wisconsin and Southern Railroad (WSOR), die vom Mississippi über Madison nach Milwaukee führt.
Die nächsten Flughäfen sind der Dane County Regional Airport in Madison (96,2 km nordwestlich), der Milwaukee Mitchell International Airport in Milwaukee (80,2 km ostnordöstlich), der Chicago O’Hare International Airport (115 km südöstlich) und der Chicago Rockford International Airport (71,9 km südwestlich).

## Bevölkerung
Nach der Volkszählung im Jahr 2010 lebten in Delavan 8463 Menschen in 3189 Haushalten. Die Bevölkerungsdichte betrug 483,3 Einwohner pro Quadratkilometer. In den 3189 Haushalten lebten statistisch je 2,63 Personen.
Ethnisch betrachtet setzte sich die Bevölkerung zusammen aus 81,2 Prozent Weißen, 1,7 Prozent Afroamerikanern, 0,7 Prozent amerikanischen Ureinwohnern, 1,0 Prozent Asiaten sowie 12,7 Prozent aus anderen ethnischen Gruppen; 2,6 Prozent stammten von zwei oder mehr Ethnien ab. Unabhängig von der ethnischen Zugehörigkeit waren 29,4 Prozent der Bevölkerung spanischer oder lateinamerikanischer Abstammung.
28,1 Prozent der Bevölkerung waren unter 18 Jahre alt, 59,2 Prozent waren zwischen 18 und 64 und 12,7 Prozent waren 65 Jahre oder älter. 50,7 Prozent der Bevölkerung war weiblich.
Das mittlere jährliche Einkommen eines Haushalts lag bei 46.607 USD. Das Pro-Kopf-Einkommen betrug 20.655 USD. 19,1 Prozent der Einwohner lebten unterhalb der Armutsgrenze.

## Bekannte Bewohner
- Ned Hollister (1876–1924) – Zoologe, geboren und aufgewachsen in Delavan